# Pieśni śląskie (Józef Lompa)
Pieśni śląskie – zbiór rękopiśmienny pieśni śląskich, zebranych przez nauczyciela z zawodu, a folklorystę z zamiłowania, Józefa Lompę.
W 1844 r. zbiór był gotowy do druku. Rękopis został doręczony Gustawowi Adolfowi Sennewaldowi, warszawskiemu wydawcy i księgarzowi. W ówczesnych czasach była to postać znana i ceniona. Lompa zawdzięczał pozyskanie Sennewalda Edmundowi Bojanowskiemu – folkloryście i uczonemu z ramienia Kasyna Gostyńskiego. Z niewyjaśnionych przyczyn nie doszło do druku. Autor Pieśni śląskich nie doczekał się zwrotu rękopisu, który uznano za nieodwracalnie zaginiony. Dopiero sto trzydzieści dziewięć lat po zebraniu materiałów, główny ich korpus odnalazł prof. dr B. Zakrzewski z Uniwersytetu Wrocławskiego. Pieśni przechowywane były w Zgromadzeniu Sióstr Służebniczek w Dębicy.
Odnaleziona główna część rękopisu J. Lompy zawiera około 875 tekstów pieśniowych górno- i dolnośląskich. Te ostatnie Lompa pozyskał dzięki pomocy Roberta Fiedlera. Większości pieśni towarzyszy melodia, zapisywana przez samego zbieracza.

## Treść
Zbiór odnaleziony przez Zakrzewskiego składa się z następujących pieśni (według podziału tematycznego):
1. Pieśni obrzędowe: – doroczne – rodzinne
2. P. powszechne: – ballady – p. rodzinne – kołysanki, p. dziecinne i zabawowe – p. sieroce – p. patriotyczne – p. o zalotach i miłości
3. P. o pijaństwie
4. P. zawodowe: – górnicze – służby pańskiej – myśliwskie – pasterskie – żołnierskie
5. Krakowiaki – przyśpiewki

Lompa nie traktował pieśni wybiórczo, zamieszczał w swoim rękopisie wszystkie zasłyszane teksty, niektóre nawet kilkakrotnie w różnych wersjach.